# Équipe de Tanzanie de rugby à XV
L'équipe de Tanzanie de rugby à XV rassemble les meilleurs joueurs de rugby à XV de la Tanzanie et dispute annuellement le tournoi de la CAR Castel Beer Trophy.

## Histoire
Au début des années 1950, les joueurs originaires de l'Ouganda, du Kenya et du Tanganyika sont regroupés dans l'équipe d'Afrique de l'Est de rugby à XV. Quelques années plus tard, des équipes représentant chacune de ces trois protectorats sont formées.

## Palmarès
- CAR Trophy
  - Vainqueur : 2006